# Samtgemeinde Aue
De Samtgemeinde Aue is een Samtgemeinde in de Duitse deelstaat Nedersaksen. Het is een samenwerkingsverband van vier kleinere gemeenten in het Landkreis Uelzen. Het bestuur is gevestigd in Wrestedt.
Aue werd gevormd op 1 januari 2011 door de fusie van de voormalige samtgemeinden Bodenteich en Wrestedt. 

## Deelnemende gemeenten
- Bad Bodenteich
- Lüder
- Soltendieck
- Wrestedt

Altenmedingen · 
Bad Bevensen · 
Bad Bodenteich · 
Barum · 
Bienenbüttel · 
Ebstorf · 
Eimke · 
Emmendorf · 
Gerdau · 
Hanstedt · 
Himbergen · 
Jelmstorf · 
Lüder · 
Natendorf · 
Oetzen · 
Rätzlingen · 
Römstedt · 
Rosche · 
Schwienau · 
Soltendieck · 
Stoetze · 
Suderburg · 
Suhlendorf · 
Uelzen · 
Weste · 
Wrestedt · 
Wriedel